# Moses Azzopardi
Moses Azzopardi es un deportista maltés que compitió en tenis de mesa adaptado. Ganó una medalla de plata en los Juegos Paralímpicos de Roma 1960 en la prueba individual (clase C).

## Palmarés internacional
| Juegos Paralímpicos | Juegos Paralímpicos | Juegos Paralímpicos | Juegos Paralímpicos |
| Año                 | Lugar               | Medalla             | Prueba              |
| ------------------- | ------------------- | ------------------- | ------------------- |
| 1960                | Roma (Italia)       | Medalla de plata    | Individual C        |